# Kenarik Boujikian
Kenarik Boujikian est une juge brésilienne, née à Kessab, un village d'arméniens en Syrie,.
Ses parents émigrent au Brésil quand elle a 3 ans. Elle passe son enfance à São José do Rio Preto, où son père travaille en tant que marchand, et à São Paulo. Elle est diplômée de droit de l'université pontificale catholique de São Paulo, en 1984.
Juge de la Cour de Justice de São Paulo, elle est connue pour son activisme pour la défense des Droits humains et pour être l'une des principales femmes juges du Brésil. Elle est la cofondatrice et présidente de l'Association des juges pour la démocratie, une organisation qui prône une pratique judiciaire plus adéquate pour les intérêts des plus pauvres. 